# Felix Berber

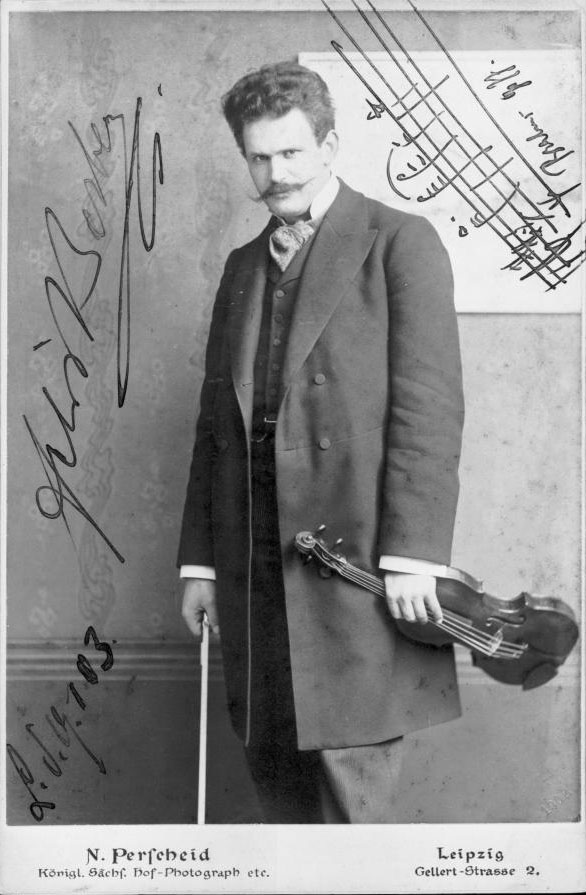
Felix Berber (ca. 1903)

Karl Heinrich Felix Berber (* 11. März 1871 in Jena; † 2. November 1930 in München) war ein deutscher Violinist.

## Leben
Berber war das jüngste Kind musik- und kunstliebender Eltern. Er verlebte die erste Zeit seiner Kindheit in Weimar, wohin die Familie bald nach seiner Geburt übersiedelte. In Dresden, wohin seine Eltern erneut umgezogen waren, erhielt er seit seinem 7. Lebensjahr Geigenunterricht. Schon als Neunjähriger trat er 1880 als „Wunderkind“ erstmals öffentlich auf. Anschließend war er Schüler am Dresdner Konservatorium und bei Adolph Brodsky am Leipziger Konservatorium. Als 13-Jähriger gab er erste größere Konzerte. Auf Empfehlung von Hans von Bülow konzentrierte sich Berber nach dem Tod seines Vaters nur noch auf die Musik. 1889 studierte er in London.
In den Jahren 1891 bis 1896 war Berber Konzertmeister in Magdeburg, ging dann aber 1896 und 1897 auf Konzertreisen durch Europa, gastierte auch in Russland. 1897 und 1898 war er in Chemnitz tätig und von 1898 bis 1903 als 1. Konzertmeister des Gewandhausorchesters in Leipzig unter Arthur Nikisch.
Im Jahr 1904 wurde er zum ersten Mal als Lehrer für Violine an die Akademie der Tonkunst in München berufen. 1907 ging er als Nachfolger von Hugo Heermann an das Hoch’sche Konservatorium in Frankfurt am Main, wo er sein „Museumsquartett“ gründete. Im Jahr 1908 ging er schließlich als Nachfolger von Henri Marteau an das Konservatorium in Genf.
Nach einer Konzerttournee durch die USA war Berber seit 1913 wieder an der Münchener Musikhochschule. Seine Lehrtätigkeit wurde durch den Ersten Weltkrieg unterbrochen, an dem er als aktiver Offizier teilnahm. Zusammen mit seinen Akademie-Kollegen Valentin Härtl (Viola), Johannes Hegar (Violoncello) und Anton Huber (Violine) bildete er 1917 in München das „Berber-Quartett“. Im Jahr 1920 erhielt er einen Ruf als ordentlicher Professor an der Münchener Musikakademie.
Berber vereinigte in seinem musikalischen Schaffen sowohl die Eigenschaften eines virtuosen Solisten als auch die Fähigkeiten eines disziplinierten Kammermusikspielers, zusätzlich war er ein idealer Pädagoge. Er hatte noch zusammen mit Johannes Brahms musiziert und war ein Wegbereiter für Max Reger und Hans Pfitzner. So gab er am 25. September 1918 mit Pfitzner selbst am Klavier bei der Gründungsveranstaltung des „Hans-Pfitzner-Vereins“ die Uraufführung von dessen Sonate e-Moll (op. 27). Mit seinen Beethoven-, Brahms- und Reger-Zyklen sicherte er dem Münchener Musikleben seinen Ruf weit über die Grenzen Deutschlands.
Berber war mit der Kabarettistin und Chansonsängerin Lucie Thiem verheiratet. Beider Tochter war die Tänzerin und Schauspielerin Anita Berber.